# Utazási szerződés
Az utazási szerződés a vállalkozási szerződés egyik nevesített alfaja a polgári jogban.

## Fogalma
Utazási szerződés alapján a vállalkozó utazás és az út egyes állomásain való tartózkodás megszervezésére, továbbá kapcsolódó szolgáltatások nyújtására, a megrendelő a szolgáltatások átvételére és díj fizetésére köteles.

## Története
Az 1959. évi IV. törvény XXXV. fejezetének (A vállalkozási szerződésről) 6.pontja,  a 11/1978. (III. 1.) MT rendelet, majd a 214/1996. (XII. 23.) Korm. rendelet szabályozta.

„415. § (1) Utazási szerződés alapján a vállalkozó utazási iroda köteles a szerződésben
meghatározott utazásból, az út egyes állomásain való tartózkodásból és az ezzel összefüggő
részszolgáltatásokból - így különösen szállás, étkezés - álló szolgáltatást teljesíteni, a megrendelő pedig köteles a díjat megfizetni.
(2) Ha a vállalkozó csak a szerződésben meghatározott egyes kikötésektől eltérően tud
kötelezettségének eleget tenni, a megrendelő a díj csökkentését és kárának megtérítését
követelheti.
416. § Az utazási szerződésnek - ideértve az utazással kapcsolatos egyes szolgáltatások
közvetítésére irányuló szerződést is - részletes szabályait külön jogszabály állapítja meg.”

## A hatályos Ptk-ban
A hatályos magyar Polgári Törvénykönyvben (2013. évi V. törvény) az utazási szerződés alapvető szabályai a 6:254. §-ban találhatók:
Utazási szerződés alapján a vállalkozó utazás és az út egyes állomásain való tartózkodás megszervezésére, továbbá kapcsolódó szolgáltatások nyújtására, a megrendelő a szolgáltatások átvételére és díj fizetésére köteles.
A díjengedmény, illetve a kártérítési igény elévülése szempontjából a fogyasztónak nem minősülő megrendelőt is fogyasztónak kell tekinteni.
A megrendelő az utazás megkezdése előtt az utazási szerződésből fakadó jogait és kötelezettségeit átruházhatja olyan harmadik személyre, aki az utazási szerződésben foglalt feltételeknek megfelel.
A jogok és kötelezettségek átruházását megelőzően keletkezett kötelezettségekért és az átruházásból eredő többletköltségek megfizetéséért a megrendelő és a harmadik személy egyetemlegesen állnak helyt.
Semmis a szerződés olyan kikötése, amely ezen (6:254.) § rendelkezéseitől a megrendelő hátrányára eltér.